# Parapercis hexophtalma
Parapercis hexophtalma, là một loài cá lú biển trong họ họ Cá lú, được tìm thấy ở phía tây Ấn Độ Dương. Đó là được mô tả lần đầu tiên bởi nhà tự nhiên học người Pháp Georges Cuvier vào năm 1829. Có một số từ đồng nghĩa, một số trong đó đại diện cho lỗi chính tả của tên gốc, 
và những loài khác được trao cho cá cái, vào thời điểm đó được cho là một loài riêng biệt.